# A True Jackson VP epizódjainak listája
Ez a lap a True Jackson, VP című sorozat epizódjait mutatja be.

## Évados áttekintés
| Évad | Évad | Epizódok | Eredeti sugárzás     | Eredeti sugárzás    | Magyar sugárzás a -on | Magyar sugárzás a -on | Magyar sugárzás a -en | Magyar sugárzás a -en |
| Évad | Évad | Epizódok | Évadpremier          | Évadfinálé          | Évadpremier           | Évadfinálé            | Évadpremier           | Évadfinálé            |
| ---- | ---- | -------- | -------------------- | ------------------- | --------------------- | --------------------- | --------------------- | --------------------- |
|      | 1    | 26       | 2008. november 8.    | 2009. október 17.   | 2010. február 20.     | 2011. szeptember 25.  | 2021. január 13.      | 2024. július 7.       |
|      | 2    | 20       | 2009. november 14.   | 2010. augusztus 7.  | 2011. december 25.    | -                     | 2024. december 10.    | -                     |
|      | 3    | 14       | 2010. szeptember 11. | 2011. augusztus 20. | Nem került adásba     | Nem került adásba     | Nem került adásba     | Nem került adásba     |

## Évadok

### 1. évad (2008-2009)
- Az első évad 26 epizódot tartalmaz.
- Keke Palmer, Ashley Argota, Matt Shively és Danielle Bisutti az összes epizódban szerepel.
- Ron Butler nem tagja a főszereplőknek, de ő is szerepelt az első évad összes epizódjában.
- Greg Proops összesen 6 epizódban nem szerepelt.
- Robbie Amell összesen 17 epizódban nem szerepelt.
- Kelly Perie, Willow Smith, Julie Bowen, Dave Foley, Ian Gomez, Nathalia Ramos, Ryan Sheckler,

Andy Richter, Julie Warner, Jennette McCurdy,
Victoria Justice és Gail O'Grady voltak ezen évad
vendégsztárjai.

| #   | Hivatalos epizódcím  | Hivatalos magyar cím       | Rendező            | Író                                                          | Hivatalos premier    | Hivatalos magyar premier | Hivatalos magyar premier | Gyártási kód |          |                |             |                   |                   |                  |     |
| --- | -------------------- | -------------------------- | ------------------ | ------------------------------------------------------------ | -------------------- | ------------------------ | ------------------------ | ------------ | -------- | -------------- | ----------- | ----------------- | ----------------- | ---------------- | --- |
| #   | Hivatalos epizódcím  | Hivatalos magyar cím       | Rendező            | Író                                                          | Hivatalos premier    | 1.                       | Pilot                    | Gyártási kód | Bevezető | Gary Halvorson | Andy Gordon | 2008. november 8. | 2010. február 20. | 2021. január 17. | 101 |
| 2.  | Firing Lulu          | Ki kell rúgni Lulut        | Roger Christiansen | Dan Kopelman                                                 | 2008. november 15.   | 2010. május 7.           | 103                      |              |          |                |             |                   |                   | 2021. január 17. |     |
| 3.  | Babysitting Dakota   | Ki vigyáz Dakotára?        | Roger Christiansen | Sztori: Steve Baldikoski és Bryan Behar Teleplay: Dan Martin | 2008. november 22.   | 2010. május 8.           | 2021. január 19.         | 104          |          |                |             |                   |                   |                  |     |
| 4.  | Ryan on Wheels       | Ryan kerekeken             | Gary Halvorson     | Bill Kunstler                                                | 2008. december 6.    | 2011. április 17.        | 2021. január 21.         | 109          |          |                |             |                   |                   |                  |     |
| 5.  | Telling Amanda       | Meg kell mondani Amandának | Gary Halvorson     | Andy Gordon                                                  | 2008. december 13.   | 2010. május 15.          | 2021. január 19.         | 105          |          |                |             |                   |                   |                  |     |
| 6.  | The Prototype        | A prototípus               | Joe Menendez       | Steve Joe és Greg Schaffer                                   | 2009. január 3.      | 2010. május 22.          | 2021. január 21.         | 108          |          |                |             |                   |                   |                  |     |
| 7.  | ReTRUEnion           | Az osztálymegtorló         | Gary Halvorson     | Sarah Jane Cunningham és Suzie V. Freeman                    | 2009. január 17.     | 2010. május 29.          | 2021. január 20.         | 107          |          |                |             |                   |                   |                  |     |
| 8.  | True Takes Iceland   | True meghódítja Izlandot   | Gary Halvorson     | Andy Gordon                                                  | 2009. január 24.     | 2011. február 13.        | 2021. január 17.         | 102          |          |                |             |                   |                   |                  |     |
| 9.  | True Matchmaker      | Könyvtároskerítő-nő        | Gary Halvorson     | Jason Kessler                                                | 2009. február 7.     | 2011. február 20.        | 2021. január 20.         | 106          |          |                |             |                   |                   |                  |     |
| 10. | The Rival            | A vetélytárs               | Gary Halvorson     | Dan Kopelman                                                 | 2009. február 16.    | 2011. február 27.        | 2021. január 22.         | 111          |          |                |             |                   |                   |                  |     |
| 11. | Company Retreat      | Vállalati tréning          | Brent Carpenter    | Andy Gordon                                                  | 2009. február 28.    | 2011. április 10.        | 2021. január 23.         | 113          |          |                |             |                   |                   |                  |     |
| 12. | Keeping Tabs         | Megfigyelés alatt          | Bob Koherr         | Sib Ventress                                                 | 2009. március 7.     | 2011. április 3.         | 2021. január 23.         | 112          |          |                |             |                   |                   |                  |     |
| 13. | Red Carpet           | A vörös szőnyeg            | Katy Garretson     | Dan Signer                                                   | 2009. március 21.    | 2011. április 24.        | 2021. január 22.         | 110          |          |                |             |                   |                   |                  |     |
| 14. | Switcheroo           | Fordított nap              | Eric Dean Seaton   | Sib Ventress                                                 | 2009. április 11.    | 2011. augusztus 22.      | 2021. január 14.         | 119          |          |                |             |                   |                   |                  |     |
| 15. | True Intrigue        | A felderítés               | Jean Sagal         | Jason Kessler                                                | 2009. április 22.    | 2011. szeptember 4.      | 2021. január 24.         | 115          |          |                |             |                   |                   |                  |     |
| 16. | Amanda Hires Pink    | Amanda felvesz egy pinket  | Katy Garretson     | Andy Gordon                                                  | 2009. május 16.      | 2011. március 6.         | 2021. január 25.         | 116          |          |                |             |                   |                   |                  |     |
| 17. | Max Mannequin        | Max, a bábu                | Gary Halvorson     | Tom Gammill és Max Pross                                     | 2009. június 13.     | 2011. szeptember 25.     | 2021. január 13.         | 118          |          |                |             |                   |                   |                  |     |
| 18. | True's New Assistant | True új asszisztense       | Gary Halvorson     | Russ Woody                                                   | 2009. június 27.     | 2011. május 8.           | 2021. január 15.         | 122          |          |                |             |                   |                   |                  |     |
| 19. | House Party          | A házibuli                 | Roger Christiansen | Linda Videtti Figueiredo                                     | 2009. július 11.     | 2011. május 15.          | 2021. január 15.         | 121          |          |                |             |                   |                   |                  |     |
| 20. | Back to School       | Vissza a suliba            | Gary Halvorson     | Andy Gordon                                                  | 2009. július 25.     | 2011. május 22.          | 2021. január 16.         | 125          |          |                |             |                   |                   |                  |     |
| 21. | Testing True         | Vissza a suliba            | Gary Halvorson     | Andy Gordon                                                  | 2009. július 25.     | 2011. május 22.          | 2021. január 17.         | 126          |          |                |             |                   |                   |                  |     |
| 22. | Fashion Week         | Divathét                   | Gary Halvorson     | Dan Kopelman és Andy Gordon                                  | 2009. szeptember 19. | 2011. május 1.           | 2021. január 13.         | 117          |          |                |             |                   |                   |                  |     |
| 23. | True Crush           | Szeret, nem szeret         | Gary Halvorson     | Sarah Jane Cunningham és Suzie V. Freeman                    | 2009. szeptember 26. | 2011. február 13.        | 2021. január 24.         | 114          |          |                |             |                   |                   |                  |     |
| 24. | The Hotshot          | A nagyágyú                 | Gary Halvorson     | Dan Kopelman                                                 | 2009. október 3.     | 2011. április 3.         | 2021. január 16.         | 123          |          |                |             |                   |                   |                  |     |
| 25. | The Wedding          | Az esküvő                  | Bob Koherr         | Andy Gordon                                                  | 2009. október 17.    | 2011. február 6.         | 2021. január 14.         | 120          |          |                |             |                   |                   |                  |     |
| 26. | The Dance            | A bál                      | Brent Carpenter    | Sarah Jane Cunningham és Suzie V. Freeman                    | 2009. október 24.    | 2011. november 1.        | 2024. július 7.          | 124          |          |                |             |                   |                   |                  |     |

### 2. évad (2009-2010)
- Először 20 epizódot terveztek erre az évadra, majd 2009. december 18-án Keke Palmer a hivatalos Twitter profilján közzétette, hogy még 14 epizódot rendeltek meg ebbe az évadba, így összesen a második évad 34 epizódot tartalmaz.
- Keke Palmer, Ashley Argota és Matt Shively az összes epizódban szerepeltek.
- Robbie Amell 1 epizódban nem szerepelt.
- Danielle Bisutti 2 epizódban nem szerepelt.
- Ron Buttler 9 epizódban nem szerepelt
- Greg Proops 10 epizódban nem szerepelt.
- Robbie Amell, Greg Proops és Ron Butler ebben az évadban már a főszereplők közé tartoznak, de csak azoknak az epizódoknak a nyitóvideóján szerepelnek amelyekben ők maguk is részt vesznek.
- Vivica A. Fox, Tyler James Williams, Bobb'e J. Thompson, Janel Parrish, Justin Bieber, John Cena, Willow Smith, Care Bears on Fire, Richard Karn, Nicole Sullivan, Nick Palatas, Wendie Malick, Tom Kenny, Jennette McCurdy, Nathan Kress, Gage Golightly, Natasha Bedingfield, Hayley Erin, Fefe Dobson és Pamela Adlon voltak ezen évad vendégsztárjai.

| #   | #   | Hivatalos epizódcím                              | Hivatalos magyar cím                | Rendező            | Író                                       | Hivatalos premier  | Hivatalos magyar premier | Hivatalos magyar premier | Gyártási kód |              |                  |                |              |                    |                  |                 |     |
| --- | --- | ------------------------------------------------ | ----------------------------------- | ------------------ | ----------------------------------------- | ------------------ | ------------------------ | ------------------------ | ------------ | ------------ | ---------------- | -------------- | ------------ | ------------------ | ---------------- | --------------- | --- |
| #   | #   | Hivatalos epizódcím                              | Hivatalos magyar cím                | Rendező            | Író                                       | Hivatalos premier  | 27.                      | 1.                       | Gyártási kód | True Concert | A szuper koncert | Gary Halvorson | Dan Kopelman | 2009. november 14. | 2012. április 1. | 2025. január 8. | 204 |
| 28. | 2   | The New Kid / Flirting With Fame - Part 1        | Az új fiú                           | Sebastian Jones    | 2009. november 21.                        | 2012. március 11.  | 2025. január 6.          | 201                      |              |              |                  | Gary Halvorson |              |                    |                  |                 |     |
| 29. | 3.  | Little Shakespeare / Flirting With Fame - Part 2 | Lil Shakespeare                     | Sib Ventress       | 2009. november 21.                        | Nem került adásba  | 2025. január 7.          | 202                      |              |              |                  | Gary Halvorson |              |                    |                  |                 |     |
| 30. | 4.  | True Parade                                      | Hörcsög Parádé                      | Andy Gordon        | 2009. december 12.                        | 2011. december 25. | 2024. december 10.       | 210                      |              |              |                  | Gary Halvorson |              |                    |                  |                 |     |
| 31. | 5.  | True Drama                                       | Drámai fordulat                     | Roger Christiansen | Steve Joe                                 | 2010. január 9.    | 2012. május 13.          | 2025. január 11.         | 211          |              |                  |                |              |                    |                  |                 |     |
| 32. | 6.  | My Boss Ate My Homework                          | A főnök megette a leckémet          | Roger Christiansen | Diana Sproveri                            | 2010. január 16.   | 2012. március 25.        | 2025. január 7.          | 203          |              |                  |                |              |                    |                  |                 |     |
| 33. | 7.  | Little Buddies                                   | Kispajtások                         | Adam Weissman      | Sib Ventress                              | 2010. január 30.   | 2012. április 22.        | 2025. január 10.         | 208          |              |                  |                |              |                    |                  |                 |     |
| 34. | 8.  | True Valentine                                   | Valentin napi Trubadúr              | Gary Halvorson     | Sebastian Jones                           | 2010. február 6.   | 2012. április 15.        | 2025. január 9.          | 206          |              |                  |                |              |                    |                  |                 |     |
| 35. | 9.  | True Date                                        | True napja                          | Dennie Gordon      | Steve Joe                                 | 2010. február 20.  | 2012. május 20.          | 2025. január 9.          | 212          |              |                  |                |              |                    |                  |                 |     |
| 36. | 10. | The Hunky Librarian                              | A dögös könyvtáros                  | Roger Christiansen | Sarah Jane Cunningham és Suzie V. Freeman | 2010. március 13.  | 2012. május 6.           | 2025. január 10.         | 209          |              |                  |                |              |                    |                  |                 |     |
| 37. | 11. | Saving Snackleberry                              | Meg kell menteni a nasi csomópontot | Roger Christiansen | Stacey Cantwell                           | 2010. március 20.  | 2012. május 27.          | 2025. január 12.         | 213          |              |                  |                |              |                    |                  |                 |     |
| 38. | 12. | Pajama Party                                     | Pizsi parti                         | Gary Halvorson     | Steve Joe                                 | 2010. április 3.   | 2012. április 29.        | 2025. január 11.         | 207          |              |                  |                |              |                    |                  |                 |     |
| 39. | 13. | The Gift                                         | Ajándék lónak nézd meg az almát     | Roger Christiansen | Andy Gordon                               | 2010. április 17.  | 2012. április 8.         | 2025. január 8.          | 205          |              |                  |                |              |                    |                  |                 |     |
| 40. | 14. | True Royal                                       | Felség csere                        | Roger Christiansen | Sarah Jane Cunningham és Suzie V. Freeman | 2010. május 1.     | 2012. június 3.          | 2025. január 12.         | 214          |              |                  |                |              |                    |                  |                 |     |
| 41. | 15. | True Fear                                        | TBA                                 | Gary Halvorson     | Sib Ventress                              | 2010. május 8.     | Nem került adásba        | Nem került adásba        | 216          |              |                  |                |              |                    |                  |                 |     |
| 42. | 16. | The Reject Room                                  | Selejt szoba                        | Gary Halvorson     | Dan Kopelman                              | 2010. május 15.    | 2012. június 17.         | 2025. január 13.         | 215          |              |                  |                |              |                    |                  |                 |     |
| 43. | 17. | Mission Gone Bad                                 | TBA                                 | Gary Halvorson     | Andy Gordon                               | 2010. május 22.    | Nem került adásba        | Nem került adásba        | 218          |              |                  |                |              |                    |                  |                 |     |
| 44. | 18. | Trapped in Paris                                 | TBA                                 | Gary Halvorson     | Andy Gordon                               | 2010. május 22.    | Nem került adásba        | Nem került adásba        | 219          |              |                  |                |              |                    |                  |                 |     |
| 45. | 19. | Heatwave                                         | TBA                                 | Gregg Heschong     | Steve Joe                                 | 2010. június 26.   | Nem került adásba        | Nem került adásba        | 217          |              |                  |                |              |                    |                  |                 |     |
| 46. | 20. | True Magic                                       | TBA                                 | Alfonso Ribeiro    | Andy Gordon                               | 2010. augusztus 7. | Nem került adásba        | Nem került adásba        | 220          |              |                  |                |              |                    |                  |                 |     |

### 3. évad (2010-2011)
| #   | #   | Hivatalos epizódcím    | Hivatalos magyar cím | Rendező                | Író                                       | Hivatalos premier    | Hivatalos magyar premier | Hivatalos magyar premier | Gyártási kód |           |     |                        |           |                      |                   |                   |     |
| --- | --- | ---------------------- | -------------------- | ---------------------- | ----------------------------------------- | -------------------- | ------------------------ | ------------------------ | ------------ | --------- | --- | ---------------------- | --------- | -------------------- | ----------------- | ----------------- | --- |
| #   | #   | Hivatalos epizódcím    | Hivatalos magyar cím | Rendező                | Író                                       | Hivatalos premier    | 47.                      | 1.                       | Gyártási kód | True Luck | TBA | Leonard R. Garner, Jr. | Steve Joe | 2010. szeptember 11. | Nem került adásba | Nem került adásba | 221 |
| 48. | 2.  | The Fifth of Prankuary | TBA                  | Sheldon Epps           | John Quaintance                           | 2010. szeptember 25. | 224                      |                          |              |           |     |                        |           |                      | Nem került adásba | Nem került adásba |     |
| 49. | 3.  | Mad Rocks              | TBA                  | Shelley Jensen         | Sarah Jane Cunningham és Suzie V. Freeman | 2010. október 2.     | 222                      |                          |              |           |     |                        |           |                      | Nem került adásba | Nem került adásba |     |
| 50. | 4.  | True Secret            | TBA                  | Roger Christiansen     | Sib Ventress                              | 2010. október 9.     | 223                      |                          |              |           |     |                        |           |                      | Nem került adásba | Nem került adásba |     |
| 51. | 5.  | Class Election         | TBA                  | Leonard R. Garner, Jr. | Andy Gordon                               | 2010. október 16.    | 225                      |                          |              |           |     |                        |           |                      | Nem került adásba | Nem került adásba |     |
| 52. | 6.  | True Drive             | TBA                  | Leonard R. Garner, Jr. | Tiffany Zehnal                            | 2010. november 6.    | 226                      |                          |              |           |     |                        |           |                      | Nem került adásba | Nem került adásba |     |
| 53. | 7.  | True Disaster          | TBA                  | Sheldon Epps           | Sib Ventress                              | 2010. november 13.   | 228                      |                          |              |           |     |                        |           |                      | Nem került adásba | Nem került adásba |     |
| 54. | 8.  | True Fame              | TBA                  | Leonard R. Garner, Jr. | Manny Basanese                            | 2011. február 5.     | 227                      |                          |              |           |     |                        |           |                      | Nem került adásba | Nem került adásba |     |
| 55. | 9.  | Field Trip             | TBA                  | Barnet Kellman         | Steve Joe                                 | 2011. február 12.    | 229                      |                          |              |           |     |                        |           |                      | Nem került adásba | Nem került adásba |     |
| 56. | 10. | Principal for a Day    | TBA                  | Gary Halvorson         | Dan Kopelman                              | 2011. február 26.    | 230                      |                          |              |           |     |                        |           |                      | Nem került adásba | Nem került adásba |     |
| 57. | 11. | True Mall              | TBA                  | Gary Halvorson         | Andy Gordon és Dan Kopelman               | 2011. március 5.     | 231                      |                          |              |           |     |                        |           |                      | Nem került adásba | Nem került adásba |     |
| 58. | 12. | Ditch Day              | TBA                  | Paul Lazarus           | Sebastian Jones                           | 2011. március 19.    | 232                      |                          |              |           |     |                        |           |                      | Nem került adásba | Nem került adásba |     |
| 59. | 13. | Mystery in Peru        | TBA                  | Gary Halvorson         | Andy Gordon                               | 2011. augusztus 20.  | 233                      |                          |              |           |     |                        |           |                      | Nem került adásba | Nem került adásba |     |
| 60. | 14. | Mystery in Peru        | TBA                  | Gary Halvorson         | Andy Gordon                               | 2011. augusztus 20.  | 234                      |                          |              |           |     |                        |           |                      | Nem került adásba | Nem került adásba |     |

## Fordítás
- Ez a szócikk részben vagy egészben  a   List of True Jackson VP episodes című angol Wikipédia-szócikk fordításán alapul.  Az eredeti cikk szerkesztőit annak laptörténete sorolja fel. Ez a jelzés csupán a megfogalmazás eredetét és a szerzői jogokat jelzi, nem szolgál a cikkben szereplő információk forrásmegjelöléseként.